# Führungsgrundsätze
Führungsgrundsätze sind solche Maximen, die als in der Führung erstrebenswert betrachtet werden. Sie werden für gewöhnlich aufgestellt, um angehende Führungskräfte in ihrem Handeln zu unterstützen und den Führungserfolg der Führungskraft zu steigern bzw. zu sichern. Führungsgrundsätze existieren in verschiedensten Bereichen. Ihren Ursprung haben die Führungsgrundsätze im Militär (Führungsgrundsätze der Artillerietruppe des Deutschen Kaiserreichs).

## Führungsgrundsätze im Österreichischen Bundesheer
Im Bundesheer gibt es feste Führungsgrundsätze:
- Klares Ziel
- Einfachheit
- Initiative
- Schwergewichtsbildung
- Kooperation
- Beweglichkeit
- Synchronisation
- Überraschung und Täuschung
- Einheit der Führung
- Reservenbildung
- Informationsüberlegenheit
- Schutz und Sicherheit
- Ökonomie der Kräfte;